# Комсомольск (группа)
«Комсомо́льск» — российская инди-группа, основанная в 2017 году в Москве. В ироничных текстах коллектив сочетает вечные темы с приметами настоящего, кладя строчки на мажорную гитарную поп-музыку. В основном составе группы во время активной концертной деятельности и записи большинства альбомов было четыре музыканта: гитаристка Даша Дерюгина, клавишница Ариша Андреева, бас-гитарист Ваня Рябов и ударник Паша Кочетов. В 2020 году квартет выпустил свой первый полноформатный альбом «Ближний свет», отличный от предыдущих релизов большей эмоциональностью и сложностью звучания. В 2022 году вышел последний релиз группы с участием основного автора песен Вани Рябова, также объявили распад группы.В 2024 году группа объявила о полном прекращении концертной деятельности.

## История
История группы «Комсомольск» началась со знакомства Дарьи Дерюгиной, Ивана Рябова и Арины Андреевой в 2015 году, задолго до выхода первых совместных работ. Спустя несколько месяцев Дарья предложила Ивану и Арине создать русскоязычную музыкальную группу, и те согласились. Название участники подобрали интуитивно — выбор пал на предложенный Иваном Рябовым «Комсомольск». Чуть позже к коллективу в качестве барабанщика присоединился Илья Лопатин. В таком составе в 2016 году начались репетиции группы.
Дебютный мини-альбом «Комсомольск-1» коллектив выпустил в 2017 году. Презентация мини-альбома состоялась 21 июня 2017 года на совместном концерте с группой «Любовь и Роботы». С первого выступления неизменным элементом сценического образа группы стали разноцветные парики девушек. Одной из причин появления париков на концертах явилось желание Дарьи отличить два своих проекта: русскоязычный «Комсомольск» и англоязычный «Gin&Milk», основанный до появления «Комсомольска». После первого концерта в связи с переездом в Польшу группу покинул Илья Лопатин, а его место занял воронежский ударник Павел Кочетов. Сразу после выступления «Комсомольск» начинает сотрудничать с независимым музыкальным лейблом «Peter Explorer», на котором к концу 2017 года были выпущены ещё два мини-альбома: «Касса Свободы» и «90210».
Серьёзным прорывом стал записанный весной 2018 года четвёртый мини-альбом «Дорогие москвичи». После релиза последовали съёмки первого клипа «Где мы сейчас?», сольные концерты в Москве, выступление на фестивалях «Дикая мята», «Пикник „Афиши“», «Motherland», «Антон Тут Рядом», выступление в передаче «Вечерний Ургант». В рамках сотрудничества с «Яндекс. Музыкой» был снят клип на песню «Оркестр» и записана для проекта «Нечеловеческая музыка» песня «Мы ищем человека», созданная в соавторстве с нейросетью «Яндекса». В 2018—2019 году состоялся первый тур группы «Комсомольск» по городам России и Беларуси, отличительной чертой которого стало исполнение кавер-версий хитов местных культовых групп на каждом выступлении.
В 2019 году вышел пятый мини-альбом «День Психа». Презентация работы состоялась на крыше павильона «Рабочий и Колхозница» и, несмотря на дождь, концерт был отыгран до конца. 23 декабря группа опубликовывает свой единственный клип с релиза на песню «Чёрный Квадрат»..
13 марта 2020 года композиция «Чёрные очки» была использована в анимационном проекте студии «Феникс», а именно в 1 серии «Дух моей общаги».
21 августа 2020 года свет увидел первый полноформатный альбом группы «Комсомольск» «Ближний свет», включающий в себя девять композиций. Работа вошла в список лучших альбомов 2020 года по мнению редакторов интернет-изданий «Meduza» и  «Ридус». Журналист портала «Colta» Сергей Мезенов отметил запись как «Серьёзность года» в своей подборке лучших российских альбомов 2020-го.
12 мая 2021 года вышел второй полноформатный альбом «Комсомольска» под названием «Ретро», также содержащий девять песен (однако, немного короче предыдущего), названный в музыкальной прессе продолжением «Ближнего света» в эстетике барокко-попа. Вокалистка группы Дарья Дерюгина замечает, что к меланхолии и спокойствию предыдущего альбома «Ретро» добавляет и некоторую лёгкость. Главный хит альбома, «Глаза (Прилипли)» был исполнен вживую в телешоу «Вечерний Ургант» и 14 мая дебютировал в хит-параде «Чартова дюжина». Два месяца спустя песня достигла первого места в чарте и удерживала его неделю. До конца августа «Глаза» оставались в пятёрке лидеров, в общей сложности продержавшись там девять недель. Кроме того, во время концертного тура в поддержку нового альбома группу фактически покинул Рябов - с июня на всех концертах «Комсомольска» его место занимал Олег Харченко. Смену бас-гитаристов группа не комментировала.
18 ноября количество прослушиваний песни «Чёрные очки» в Spotify превысило миллион стримов.
Российское вторжение на Украину привело к серьёзным изменениям и в "Комсомольске". В июне 2022 года страну покинул Павел Кочетов, которого за ударными сменил Василий Кузякин. Очередной релиз группы состоялся только 21 октября в виде миньона «Комсомольск-0». Три недели спустя группа заявила, что это последняя запись, сделанная совместно с основным автором текстов Иваном Рябовым: «Наши пути расходятся (...) Скажем честно, мы не знаем, что делать дальше. Не прощаемся».
В 2023 году Дарья Дерюгина и Арина Андреева основали женский квартет «Несладко», в него также входят поющая барабанщица Светлана Никулина и басистка Елизавета Хамхидько. Они записали альбом «В центре скандала».
В 2024 году группа, по данным некоторых СМИ, попала в неофициальный список «запрещённых российских музыкантов», деятельность которых всячески ограничивается и затрудняется в России. Вскоре группа выступила с благотворительным концертом в Мелитополе. После посещения, группа заявила что «сделали выбор», чтобы работать на «своей земле».
28 марта 2024 года, через месяц после попадания в «запрещённый список», группа объявила о полном прекращении концертной деятельности, заявив, что «Будущее туманно, а песни „Комсомольска“ родом из другого времени и другой реальности. Да и противоречия между бывшими и нынешними участниками группы только нарастают».

## Состав
- Дарья Дерюгина — вокал, гитара
- Арина Андреева — вокал, клавишные
- Иван Рябов — бас-гитара (2017 — 2021)
- Олег Харченко — бас-гитара (2021 — 2024)
- Илья Лопатин — ударные (2017)
- Павел Кочетов — ударные (2017 — 2022)
- Василий Кузякин — ударные (2022 — 2023)

Временная шкала

## Дискография

### Студийные альбомы
| Название     | Детали                                                                                   | Переиздания на альтернативных носителях                                           |
| ------------ | ---------------------------------------------------------------------------------------- | --------------------------------------------------------------------------------- |
| Ближний свет | - Релиз: 21 августа 2020 - Лейбл: «Peter Explorer» - Формат: цифровая загрузка, стриминг | - Лейбл звукозаписи: «THEY LIVE! RECORDS» - Формат: кассета, винил «Ближний свет» |
| Ретро        | - Релиз: 12 мая 2021 - Лейбл: «Peter Explorer» - Формат: цифровая загрузка, стриминг     |                                                                                   |

### Мини-альбомы
| Название         | Детали                                                                                     | Переиздания на альтернативных носителях                                                                            |
| ---------------- | ------------------------------------------------------------------------------------------ | --- |
| Комсомольск-1    | - Релиз: 6 июня 2017 - Лейбл: — - Формат: цифровая загрузка, стриминг                      | - Лейбл звукозаписи: «THEY LIVE! RECORDS» - Формат: кассета, винил «Комсомольск-1»(Side A)/«Касса Свободы»(Side B) |
| Касса свободы    | - Релиз: 25 августа 2017 - Лейбл: «Peter Explorer» - Формат: цифровая загрузка, стриминг   | - Лейбл звукозаписи: «THEY LIVE! RECORDS» - Формат: кассета, винил «Комсомольск-1»(Side A)/«Касса Свободы»(Side B) |
| 90210            | - Релиз: 15 декабря 2017 - Лейбл: «Peter Explorer» - Формат: цифровая загрузка, стриминг,  | - Лейбл звукозаписи: «THEY LIVE! RECORDS» - Формат: кассета, винил «90210»(Side A)/«Дорогие москвичи»(Side B)      |
| Дорогие москвичи | - Релиз: 29 июня 2018 - Лейбл: «Peter Explorer» - Формат: цифровая загрузка, стриминг      | - Лейбл звукозаписи: «THEY LIVE! RECORDS» - Формат: кассета, винил «90210»(Side A)/«Дорогие москвичи»(Side B)      |
| День Психа       | - Релиз: 21 июня 2019 - Лейбл: «Peter Explorer» - Формат: цифровая загрузка, стриминг      | - Лейбл звукозаписи: «THEY LIVE!RECORDS» - Формат: кассета, винил «День Психа»                                     |
| Комсомольск-0    | - Релиз: 21 октября 2022 - Лейбл: — «Peter Explorer» - Формат: цифровая загрузка, стриминг | |

### Синглы
| Год  | Название |
| ---- | --- |
| 2019 | Паустовский, Бианки и Пришвин (кавер на группу «Громыка») - Релиз: 16 августа 2019                          |
| 2021 | Скука - Релиз: 1 января 2021                                                                                |
| 2021 | Девушки из высшего общества (Из сериала «Сёстры») (кавер на певца Валерия Меладзе) - Релиз: 24 декабря 2021 |

### Гостевое участие
| Год  | Сингл          | Исполнитель                                                   |
| ---- | -------------- | ------------------------------------------------------------- |
| 2019 | Кино           | «Дева Осьминог» feat. «Комсомольск»                           |
| 2020 | Елизавета      | «Созвездие Отрезок» feat. «Арсений Креститель», «Комсомольск» |
| 2021 | Серебряные дни | «Manicure» feat. «Комсомольск»                                |
| 2022 | Западня        | «Chernaya Rechka» feat. «Комсомольск»                         |
| 2023 | Улыбайся       | «Дайте два» feat. «Комсомольск»                               |

### Сборники
| Год  | Трек                   | Сборник                        |
| ---- | ---------------------- | ------------------------------ |
| 2019 | Мы ищем человека       | Нечеловеческая музыка          |
| 2019 | Снаружи всех измерений | Без меня. Трибьют Егора Летова |

## Музыкальный стиль
Алексей Мажаев определяет жанр, в котором играет «Комсомольск», как «азартный витальный инди-поп». «Комсомольск», по мнению критика, «позитивным цинизмом и самоуверенностью напоминает группу „Pep-See“, а бодрой возбуждённостью — „Краснознамённую дивизию имени моей бабушки“». Отдельно критик отметил тексты коллектива: «в них с лёгкостью перемешиваются любовные коллизии с политическими реалиями, а культурные новости — с манифестами нового поколения». Композиции первых четырёх мини-альбомов Мажаев посчитал бодрыми и весёлыми, они «успевают заинтересовать, но не успевают надоесть», правда «в какой-то момент можно заметить, что идеи топчутся на месте и не развиваются». После своего замечания критик отметил попытки группы разнообразить свою подачу и умение «Комсомольска» вовремя окончить альбом, из-за чего «аудитория остаётся немного недокормленной — что идёт на пользу и ей, и группе».

## Видеография
| Релиз      | Клип           | Альбом           | Режиссёры                     |
| ---------- | -------------- | ---------------- | ----------------------------- |
| 20.07.2018 | Где мы сейчас? | Дорогие Москвичи | Елена Ванина                  |
| 14.11.2018 | Оркестр        | Дорогие Москвичи | Артём Голенков                |
| 27.12.2019 | Чёрный квадрат | День Психа       | Елена Ванина, Кирилл Кулагин  |
| 26.11.2020 | Иванова        | Ближний свет     | Егор Кас                      |
| 27.10.2022 | Мое окно       | Комсомольск-0    | Кира Ахундова, Лиза Софронова |
| 14.02.2023 | Ночь           | Ближний свет     | Яков Иващенко                 |

## Награды и номинации
| Год  | Премия             | Категория   | Результат |
| ---- | ------------------ | ----------- | --------- |
| 2018 | Jager Music Awards | Группа года | Номинация |
| 2018 | Золотая Горгулья   | —           | Номинация |